# Shesh i Bardhë
Shesh i Bardhë (dansk oversættelse: "Hvidt felt") er en albansk hvidvin. Det anbefales at servere den ved 10 °C.